# 福建高等法院
福建高等法院，是中華民國大陸時期的二級法院之一，屬於普通法院，行政組織上直屬司法行政部之監督；審級上以最高法院為上級審法院。

## 沿革
民國16年（1927年）4月，武漢國民政府在福建實行司法改革，將各級審判廳、檢察廳合併為法院，省設控訴法院及其在思明縣的廈門分庭，6個原設審判、檢察廳的縣均並設縣法院，廢除法院內的行政長官制，代之行政委員會，由民庭庭長、刑庭庭長、首席檢察官、書記官長組成，並實行陪審制，從各團體中選舉產生陪審員參與審判。同年11月，根據南京國民政府決定，福建省控訴法院及其分庭改為福建高等法院及其分院，縣法院改稱地方法院，實行院長制。民國24年（1935年）7月實施《法院組織法》，改四級三審制為三級三審制。

## 駐地
福建高等法院設在省會所在地福州。民國27年（1938年）5月，因抗日戰爭移駐永安縣，而另在閩清縣（後遷閩侯）設置臨時分庭。民國34年（1945年）11月，福建高等法院遷回福州。

## 福建高等法院及其分院
福建高等法院的分院設置屢經變遷。福建高等法院第一分院（簡稱高一分院）是從福建高等審判廳第一分廳（一度改設為省控訴法院廈門分庭）演變過來的。民國22年(1933年)7月，在建甌縣新設福建高等法院第二分院（簡稱高二分院）。民國24年（1935年）6月又在龍溪、晉江、莆田三縣增設福建高等法院第三、第四、第五分院（簡稱高三、高四、高五分院）。民國27年1月，因受抗日戰爭影響，省庫支絀，裁撤高三、高四、高五分院。同年5月廈門陷敵，高一分院遷駐龍岩縣。民國29年（1940年）9月，重建高三分院於晉江。民國33年（1944年）9月，改高等法院閩侯臨時分庭為高四分院，並在福安縣設立高五分院。民國34年（1945年）抗戰結束，10月高一分院遷回廈門，另在龍岩縣設高一分院龍岩分庭。同年11月，高四分院從閩侯縣遷往永安縣。民國37年（1948年）1月，按照國民政府司法行政部的訓令，5個分院改以所在縣市命名，分別改稱為廈門分院、建甌分院、晉江分院、永安分院、福安分院。

### 組織
福建高等法院的內部機構，除配設的檢察處獨立行使檢察權外，初期只設民事庭、刑事庭和書記室（下轄文牘科、總務科、會計科、監獄科、民事記錄科、刑事記錄科）。民國29年（1940年）7月，為適應次年司法經費改歸中央統管的需要，會計科擴大為會計室；9月又新設統計室，人員均由上級主計機關派充。民國32年（1943年）5月，奉令確立人事制度，增設人事室。民國35年（1946年）1月、8月，鑒於刑民案件增多，又新設刑事二庭、民事二庭，相應在書記室內設置刑二庭記錄科和民二庭記錄科。各分院的內部機構大體上與高等法院相同，只民庭、刑庭未設第二庭；大的分院設會計室，小的分院僅置會計專職人員；人事、統計未專設機構，由專職人員或書記室人員兼管。

### 事務
福建高等法院及其分院審理關於內亂、外患和妨害國家外交的刑事第一審案件，以及不服地方法院（或縣司法機關）民刑第一審裁判而上訴、抗告的第二審案件。在民國24年（1935年）7月前實行四級三審制時，還受理屬於初級管轄的不服地方法院（或縣司法機關）民刑第二審裁判而再上訴、再抗告的第三審案件。

## 地方法院
民國16年（1927年），國民政府接管原北洋政府設置的閩侯、思明、莆田、龍溪、晉江、建甌6個地方審判廳，改設縣法院，不久即改稱地方法院。民國18年（1929年），曾擬定6年內普設地方法院的計畫，但至民國23年（1934年），只先後在福清、長樂、連江、同安、仙遊、南平、福安7縣設立地方法院分庭，翌年又全部裁撤。民國30年（1941年）11月，設立永安地方法院；民國33年9月，設立南平、長汀兩個地方法院；民國35年（1946年）7月，設立福安地方法院；民國36年11月，設立福清、長樂、仙游、龍岩4個地方法院；民國37年（1948年），再設立連江、惠安、上杭、建陽4個地方法院。直至解放軍入境前，全省總共只設立18個地方法院。

## 法院人員
據民國38年（1949年）3月的任職人員應行換敘俸級的名冊記載，福建高等法院計有簡任人員7人：院長1人，庭長4人，推事2人。薦任人員13人：推事6人，書記官長1人，主科書記官4人，會計室主任1人，人事室主任1人。委任人員46人：主科書記官3人，統計室主任1人，書記官39人，技士1人，人事室科員1人，人事助理員1人。高等分院和地方法院院長、推事、書記官長和書記官的職等，除代理、試署的外，據民國36年（1947年）統計，5個高等分院院長均簡任；29名推事均薦任；5名書記官長中薦任1人，委任4人；32名書記官中除享受薦任待遇1人外，均委任。14個地方法院院長中享受簡任待遇的3人，薦任11人；36名推事均薦任；14名書記官長中薦任1人，薦任待遇2人，委任11人；88名書記官中薦任待遇2人，委任86人。各縣司法處的主任審判官、審判官，一般按薦任待遇，只少數主任審判官正式定為薦任；主任書記官、書記官一般按委任待遇，只少數主任書記官定為委任。

## 歷任福建高等法院及其分院院長
| 福建高等法院及其分院歷任院長列表 | 福建高等法院及其分院歷任院長列表 | 福建高等法院及其分院歷任院長列表 | 福建高等法院及其分院歷任院長列表 | 福建高等法院及其分院歷任院長列表 |
| 院稱                             | 姓名                             | 籍貫                             | 任職時間                         |                                  |
| -------------------------------- | -------------------------------- | -------------------------------- | -------------------------------- | -------------------------------- |
| 福建高等法院                     | 劉通                             | 福建閩侯                         | 1927年11月～1929年4月            |                                  |
| 福建高等法院                     | 王風雄                           | 湖南衡陽                         | 1929年4月～1932年5月             |                                  |
| 福建高等法院                     | 魏大同                           | 吉林扶餘                         | 1932年5月～1935年1月             |                                  |
| 福建高等法院                     | 童杭時                           | 浙江嵊縣                         | 1935年1月～1938年9月             |                                  |
| 福建高等法院                     | 宋孟年                           | 浙江嵊縣                         | 1938年9月～1949年5月             |                                  |
| 福建高等法院                     | 范體仁                           | 湖南宜章                         | 1949年6月～8月                   |                                  |
| 福建高等法院                     | 李襄宇                           | 湖北蘄春                         | 1949年8月～?月(兼)               |                                  |
| 福建高等法院第一分院             | 林葆忻                           | 福建閩侯                         | 1928年                           |                                  |
| 福建高等法院第一分院             | 高震勳                           | 福建閩侯                         | 未詳                             |                                  |
| 福建高等法院第一分院             | 楊廷樞                           | 福建晉江                         | 未詳                             |                                  |
| 福建高等法院第一分院             | 王廷一                           | 浙江                             | 1933年5月～1934年11月            |                                  |
| 福建高等法院第一分院             | 許家□                            |                                  | 1934年11月～1936年2月            |                                  |
| 福建高等法院第一分院             | 李襄宇                           | 湖北蘄春                         | 1936年2月～1949年?月             |                                  |
| 福建高等法院第二分院             | 邱信□                            | 福建長樂                         | 1933年7月～1941年10月            |                                  |
| 福建高等法院第二分院             | 李午亭                           | 福建水吉                         | 1941年10月～1945年11月           |                                  |
| 福建高等法院第二分院             | 張光龍                           | 福建閩侯                         | 1946年3月～1949年                |                                  |
| 福建高等法院第三分院             | 周錫九                           |                                  | 1935年6月～1938年1月(兼)         |                                  |
| 福建高等法院第三分院             | 曾壁奎                           | 福建龍岩                         | 1940年11月～1941年10月           |                                  |
| 福建高等法院第三分院             | 邱信□                            | 福建長樂                         | 1941年10月～1949年1月            |                                  |
| 福建高等法院第四分院             | 李寶森                           | 浙江富陽                         | 1935年6月～1937年8月(兼)         |                                  |
| 福建高等法院第四分院             | 王元超                           | 福建閩侯                         | 1937年8月～12月(兼)              |                                  |
| 福建高等法院第四分院             | 柯淩漢                           | 福建長樂                         | 1944年9月～1945年9月             |                                  |
| 福建高等法院第四分院             | 馬元樞                           | 福建閩侯                         | 1945年11月～36年3月              |                                  |
| 福建高等法院第四分院             | 林建                             | 福建閩侯                         | 1947年4月～1949年                |                                  |
| 福建高等法院第五分院             | 張焜                             | 湖北禮山                         | 1935年6月～10月(兼)              |                                  |
| 福建高等法院第五分院             | 張文烺                           | 湖北黃安                         | 1935年10月～1936年9月(兼)        |                                  |
| 福建高等法院第五分院             | 陳煥階                           | 湖北廣濟                         | 1936年9月～1938年1月(兼)         |                                  |
| 福建高等法院第五分院             | 何修                             | 湖南衡陽                         | 1944年9月～1945年7月             |                                  |
| 福建高等法院第五分院             | 張駿                             | 湖南長沙                         | 1945年7月～1948年7月             |                                  |